# Niedereschach
Niedereschach – miejscowość i gmina w Niemczech, w kraju związkowym Badenia-Wirtembergia, w rejencji Fryburg, w regionie Schwarzwald-Baar-Heuberg, w powiecie Schwarzwald-Baar, wchodzi w skład wspólnoty administracyjnej Villingen-Schwenningen.

## Geografia
Niedereschach leży w dolinie Eschach na wschodnim krańcu Schwarzwaldu, na wysokości 620–720 m n.p.m., pomiędzy Villingen-Schwenningen i Rottweil.

## Dzielnice
Gmina Niedereschach składa się z trzech dzielnic: Fischbach, Kappel i Schabenhausen.

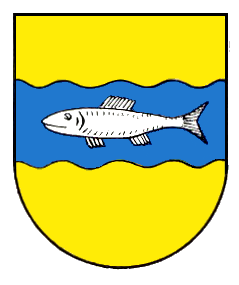
Fischbach
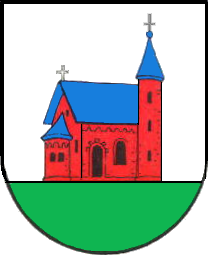
Kappel
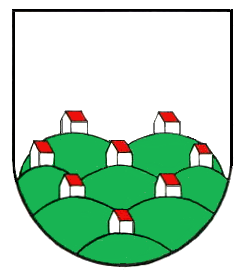
Schabenhausen